# Osage Beach
Osage Beach è un comune degli Stati Uniti d'America, situato nello Stato del Missouri, diviso tra la contea di Camden e la contea di Miller. Fondata nel 1886 sotto il nome di Zebra. Recentemente è stata sede della Serie TV Ozark, la quale prende nome dal lago adiacente alla città.